# Amphilius pulcher
Amphilius pulcher е вид лъчеперка от семейство Amphiliidae. Видът е незастрашен от изчезване.

## Разпространение
Разпространен е в Габон и Република Конго.

## Описание
На дължина достигат до 8 cm.